# Ступино
Сту́пино — город областного подчинения в Московской области России. Образует городской округ Ступино. С 1934 года по 1938 год рабочий посёлок Электровоз. Расположен на реке Оке. Является одним из центров Ступино-Каширской агломерации и её крупнейшим городом. Указом Президента Российской Федерации от 10 сентября 2021 года городу было присвоено звание «Город трудовой доблести».
Население — 63 506 чел. (2024). Город расположен в 99 км к югу от Москвы.

## История

### Деревня Ступино
Впервые упоминается в 1507 году как починок Ступинский. Почти все селения, вошедшие ныне в город Ступино, были известны уже в начале XVI века и в большинстве своём были основаны на монастырских землях. Починок Ступинский был поставлен рядом с землями деревни Кремичны. Возможно, игумен надеялся в будущем получить земли ещё и этой деревни. Однако и Кремична, и Образцово остались в собственности помещиков: Образцово в 1577 году числилось в поместье «за тотары», а Кремиченка на речке Кремиченке, числившаяся тогда же в поместье за Иваном Злобиным сыном Писарева, и во второй половине XIX века находилась во владении его потомков. В 1511 году Ступинский починок именуется деревней (в ней, видимо, не один-два двора, а немного больше). Писцовая книга 1578 года впервые даёт довольно подробное описание населения и угодий деревни Ступино Туровского стана Каширского уезда, состоявшей в вотчине Белопесоцкого монастыря.

### Рабочий посёлок Электровоз (1934—1938)
Новый этап в развитии будущего города связан с решением ЦК ВКП(б) от июня 1931 года, в рамках которого постановили реконструировать железнодорожный транспорт в стране и для этого построить электровозостроительный завод мощностью в 1400 электровозов в год. В мае 1932 года из трёх предложенных вариантов местоположения будущего завода (Каширский, Бузулукский и Уфимский) народным комиссариатом тяжёлой промышленности (НКТП) был выбран Каширский вариант за благоприятную возможность привлечения высококвалифицированных рабочих кадров из Москвы, использование сырьевых и металлургических ресурсов Центра и электроэнергии Каширской ГРЭС. Место строительства было утверждено северо-западнее города Каширы, на левом берегу Оки, в 5 км от станции Ступино.
К 1933 году стала очевидной нереальность постройки такого огромного завода в столь сжатые сроки. Отсутствие твёрдого плана строительства, недостаток жилья и бытовые трудности привели к тому, что средняя продолжительность работы на предприятии составляла всего 51 день. В том же году план был пересмотрен и дата окончания строительства сдвинута с 1933 на 1936 год. Вскоре в посёлке построили деревянную школу (в начальной школе Ступино не хватало мест), хлебозавод, прачечную и амбулаторию. На 1 февраля 1934 года население посёлка составило 3 тыс. человек.
Постановлением президиума Московского областного совета от 21 апреля 1934 года стройке был придан статус рабочего посёлка, в черту посёлка были включены деревня Ступино и селение Кремечинка. Условия работы и жизни явно улучшились, средняя продолжительность работы на строительстве выросла почти в 2 раза, до 98 дней.
К концу 1935 года «Электровозстрой» и другие подобные стройки были свёрнуты. Возможно, это было связано с приходом на пост наркома транспорта Кагановича Л. М., делавшего упор на паровозы ввиду угрозы возможной войны. Чтобы сохранить предприятие, в начале 1936 года группа из 10 инженеров завода составила протест на имя Сталина, в котором они описали необходимость вторичного использования строительной площадки, отмечая, что консервирование строительства привело бы к омертвлению вложенных народных средств (речь шла о сотне миллионов рублей). Протест передали лично через Шкирятова, который приходился одному из них односельчанином. Через 2-3 дня всех десятерых вызвал к себе Орджоникидзе, их письмо с резолюцией Сталина «т. Серго — как быть?» лежало у него на столе. Во время разговора Орджоникидзе согласился с доводами инженеров по поводу омертвления народных средств, а через некоторое время инженеров вызвали в наркомат и предложили выбрать объекты, которые бы, по их мнению, наиболее подходили для нового строительства. Выбор пал на заводы по выпуску винтов изменяемого шага, авиационных турбокомпрессоров и учебно-тренировочных самолётов конструкции Яковлева. К этому времени посёлок насчитывал 7 тыс. жителей, 81 временный двухэтажный дом, 2 школы, больницу, поликлинику, аптеку, клуб, детские ясли и сад.

### Становление города (1938-1941)
17 июня 1938 года рабочий посёлок Электровоз преобразовали в город, ему присвоили наименование Ступино. В 1939 город из районного подчинения перешёл в областное. После постройки Летнего театра в город стали приезжать знаменитые исполнители: так, в мае 1939 года состоялся концерт Ансамбля Красноармейской песни и пляски СССР под управлением Александрова. В июне приезжал Хор имени Пятницкого. Чтобы занять молодёжь, в городе открывают аэроклуб, в декабре 1939 года начал работать вечерний техникум, готовивший техников-конструкторов и других специалистов, нужных производству. В 1940 году в городе работал филиал института повышения квалификации.
В ноябре 1940 года официально введён в число действующих прокатный комбинат № 150 Наркомата авиационной промышленности (впоследствии Ступинский металлургический комбинат), оснащенный мощным американским прокатным оборудованием.
Переподчинённый области город резко ускорил своё развитие. За 1939-1941 годы были построены и сданы в эксплуатацию около 40 тыс. м² жилой площади, введены в эксплуатацию Зимний клуб (после 1985 года кинотеатр «Металлург») и выстроен новый хлебозавод. С первых дней 1940 года начала выходить городская газета «Большевик».

### Годы Великой Отечественной войны (1941-1945)
Мобилизационная работа началась немедленно после выступления Молотова по радио. В соответствии с решением правительства был сформирован истребительный батальон № 56. На комбинате 150 тоже был создан истребительный батальон, о его деятельности не сохранилось архивных данных, по-видимому, он был эвакуирован вместе с предприятием. В городе были созданы специальные отряды для патрулирования улиц и дежурства на крышах домов, для борьбы с зажигательными бомбами. Ввели светомаскировку и город полностью затемнили.
По воспоминаниям местных жителей, воздушные тревоги начались ещё в июле. Первый бомбовый налёт на комбинат и город произошёл 10 октября. Вечером того же дня пришло уведомление ГКО СССР об эвакуации всего оборудования. С 1 ноября в городе были введены карточки на основные продукты питания, вокруг города сооружались противотанковые рвы, железобетонные доты и лесные завалы. Чтобы помешать переправе врага на левый берег Оки, в подошвах угловых башен Белопесоцкого монастыря оборудовали доты. От Кременье до Жилёво строился оборонительный рубеж протяжённостью 40 км.
Критическим явился конец ноября, когда немецкие войска вплотную приблизились к Кашире. По уверениям местных жителей, немцы остановились на ночь в овраге у деревни Зендиково, желая утром парадно войти в Каширу. Но этого не случилось — на фронт прибыл 2-й кавалерийский корпус генерал-майора П. А Белова (27 ноября переименованный в 1 гвардейский кавалерийский корпус) и с ходу вступил в сражение. При поддержке других частей армии уже к 4 декабря весь Каширский район очистили от вражеских сил.
Эвакуация металлургического комбината оказалась недолгой — в феврале Государственный комитет обороны принял решение о возвращении предприятия из Каменска-Уральского. Но в Каменске осталась почти половина рабочего состава, приехавшего из Ступино для строительства завода-дублёра на базе нового оборудования, привезённого из США через Владивосток. В течение всего 1942 года немецких налётов не было отмечено, видимо, немцы не знали, что предприятие вернулось. Винтовое производство из Куйбышева вернулось в 1944 году. Там тоже осталось родственное предприятие. Считается, что во время войны почти все винты советских самолётов были изготовлены на этих двух заводах.
С июля 1943 по август 1944 года в городе формировалась 17-я воздушно-десантная бригада. Президиум Верховного Совета СССР наградил в июле того же года 80 работников ступинского завода за «успешное восстановление завода и выполнение задания правительства по увеличению выпуска продукции». Всё литейно-прокатное производство в 1943 году переведено полностью на производство и обработку 900-кг плоских слитков, что позволило заводу выполнить повышенный план выпуска листов. Эта работа отмечена в 1946 году Сталинской (Государственной) премией 2-й степени. В декабре Наркомат авиационной промышленности провёл на ступинском заводе первую технологическую конференцию металлургических заводов отрасли. На ней присутствовали нарком А. И. Шахурин, представители заводов, выпускавших боевую авиатехнику, представители АН СССР, ВИАМ, учебных заведений, генеральные конструкторы А. Н. Туполев, С. А. Лавочкин, А. И. Микоян. Это было фактическое признание того, что металлургический комбинат (или завод, как его назвали после реэвакуации) стал одним из центров авиационной металлургии.
Указом Президиума Верховного Совета РСФСР от 15 марта 1944 года в пригородную зону города Ступино перечислены Лужниковский, Староситненский, Старокаширский, Хочемский сельсоветы из Каширского района и Алеевский, Лапинский, Матвейковский, Ситнещелкановский из Михневского района.
В феврале 1945 года выбрано место для городского кладбища, окончательное решение было принято в 1950 году, первые захоронения здесь были разрешены с 1952 года.
За время Великой Отечественной войны 15 тыс. жителей города и района участвовали в боях, 14 тыс. награждены орденами и медалями за боевые заслуги и доблестный труд в Великой Отечественной войне. Возвратились с победой Герои Советского Союза И. И. Сизинцев и Н. И. Борисов, полный кавалер ордена Славы П. Н. Жеребцов. Не вернулось с войны 12 тыс. человек, в их числе посмертно получившие звание Героев Советского Союза С. В. Ачкасов, И. И. Бахарев, В. Ф. Поляков.
14 июня 1954 года был упразднён Матвейковский (территория передана в Ситне-Щелкановский с/с) с/с.
17 марта 1959 года был упразднён Алеевский (территория передана в Ситне-Щелкановский с/с) с/с.

### После распада СССР
В 2002 году в состав города Ступино были включены посёлок отделения совхоза «Образцово» и деревни Большое и Малое Образцово; в 2004 году — посёлок городского типа Приокск, ранее составлявший отдельное муниципальное образование, а ещё ранее несоставлявший муниципальное образование и бывший просто районом города.
На аэродроме Крутышки неподалёку от Ступино до 2008 года располагалась парашютная дропзона «ЦАК им. В. П. Чкалова», в 2008 году переехавшая в Серпуховский район.

## Флаг и герб
В верхней части голубого щита летящий влево золотой сокол — символ храбрости, разума, красоты и устремлённости в будущее. Под ним — две золотые эмблемы: два скрещённых пропеллера, вписанные в ромб — символ авиации и причастности города к самолётостроению. Четырёхконечная форма звезды (ромб) выбрана как древний символ путеводности или уверенности в правильном выборе пути.
В нижней части извилистая серебряная лента — символ реки Оки.
Государственная Герольдия при Президенте РФ, отмечая, что «герб как таковой в целом удачен и интересен», предлагает некоторые изменения в свою интерпретацию. «В лазоревом (синем, голубом) поле над зелёной волнистой оконечностью, широко завершённой серебром, золотой, летящий влево сокол с серебряным клювом над двумя золотыми равноконечными крестами, плечи которых дугообразно сужаются к концам и к центру крестов; каждый из крестов вписан в ромб с вогнутыми сторонами; в оконечности волнистый, тонко окаймлённый золотом серебряный пояс». 29.07.1997 г. Государственный герольдмейстер Г. В. Вилинбахов.
Флаг города Ступино составлен на основании герба по правилам и соответствующим традициям геральдики и отражает исторические, социально-экономические, национальные и иные местные традиции.

## Население
| 1939    | 1959    | 1967    | 1970    | 1973    | 1976    | 1979    | 1982    | 1986    | 1987    | 1989    | 1992    |
| ------- | ------- | ------- | ------- | ------- | ------- | ------- | ------- | ------- | ------- | ------- | ------- |
| 18 980  | ↗45 295 | ↗53 000 | ↗59 340 | ↗62 000 | ↗67 000 | ↗69 999 | ↗72 000 | ↗73 000 | →73 000 | ↗74 476 | ↘74 400 |
| 1996    | 1998    | 2000    | 2001    | 2002    | 2003    | 2005    | 2006    | 2007    | 2008    | 2009    | 2010    |
| ↘68 200 | ↘67 000 | ↘65 600 | ↘64 900 | ↘63 124 | ↘63 100 | ↗67 900 | ↗70 261 | ↘67 000 | ↘66 500 | ↘66 139 | ↗66 816 |
| 2011    | 2012    | 2013    | 2014    | 2015    | 2016    | 2017    | 2018    | 2019    | 2020    | 2021    | 2023    |
| ↘66 800 | ↘66 662 | ↘66 464 | ↘66 414 | ↗66 463 | ↘66 420 | ↘66 341 | ↘66 075 | ↘65 990 | ↘65 908 | ↘64 412 | ↘63 820 |
| 2024    |         |         |         |         |         |         |         |         |         |         |         |
| ↘63 506 |         |         |         |         |         |         |         |         |         |         |         |

На 1 января 2025 года по численности населения город находился на 255-м месте из 1124 городов Российской Федерации.

## Органы власти
Губернатор Московской области Андрей Воробьёв поменял главу городского округа Ступино, об этом он сообщил на еженедельном совещании с руководящим составом правительства области и главами муниципалитетов 11 января 2021. Исполняющим обязанности главы администрации городского округа Ступино будет Сергей Мужальских, занимавший до этого пост первого заместителя главы города Серпухова.

## Административно-территориальное деление
Районы города:
- Черёмушки
- Центральный
- Приокск
- Хапок
- Акри
- Белопесоцкий
- Северо-Западный
- Юго-Западный

Микрорайоны:
- Славянский
- Дубки
- Микрорайон А

## Экономика

### Промышленность
Объём отгруженных товаров собственного производства, выполненных собственными силами работ и услуг по обрабатывающим производствам за 2016 год составил 120,749 млрд руб.
- Ступинский завод железобетонных изделий;
- Завод по производству средств гигиены полости рта (ООО «Еврокосмед-Ступино»);
- Ступинская металлургическая компания (ПАО «СМК»);
- Ступинская ТЭЦ (ТЭЦ-17 Мосэнерго);
- Ступинское машиностроительное производственное предприятие (ПАО «СМПП»);
- Научно-производственное предприятие (АО «Аэросила»);
- Кондитерская фабрика компании Mars, где производится шоколад для всей Восточной Европы;
- Завод по производству кормов для домашних животных Mars;
- Молочный комбинат Campina;
- Производство промышленного оборудования (ООО «ЭСМиС»);
- Хлебокомбинат «Ступинохлеб» (ООО «Каравай» до мая 2016 года);
- «Силган Метал Пэкаджинг Ступино» ООО;
- Ступинский завод стеклопластиков;
- Ступинский химический завод (АО «СХЗ»);
- Фабрики по производству керамической плитки (АО «Керамогранитный завод», ООО «Объединённые керамические заводы»);
- Завод по производству минераловатного утеплителя (ООО «Изомин»);
- Завод по производству минераловатного утеплителя (ООО «Knauf Insulation»)
- Фабрика, производящая алюминиевую посуду с антипригарным покрытем (Scovo);
- Фабрика по производству стеллажных конструкций (La Fortezza Est);
- Завод по производству гибкой упаковки (ООО «ИСРАТЭК С»);
- Завод по производству сухих строительных смесей АО «Мапеи»;
- Предприятия по производству пластиковых окон ООО «Московские Окна» и ООО «Триапласт»;
- Завод по производству товаров детской и женской гигиены Kimberly-Clark;
- Завод по производству обоев Zambaiti;
- Завод по производству наземной авиационной техники (АО НПО «Авиатехнология»);

### Транспорт

#### Железнодорожный
В черте города четыре остановочных пункта Павелецкого направления МЖД: Ситенка, Ступино, Акри, Белопесоцкий. Связь с Москвой (Москва-Павелецкая): более 30 пар электропоездов, следующих через станцию Ступино, в том числе 4,5 пары экспрессов (на июль 2020 года).

#### Автомобильный
Город расположен на федеральной трассе M-4 «Дон». Пассажирские перевозки в городе осуществляют Ступинское ПАТП (Ступинский филиал ГУП МО «Мострансавто»)
и частные предприниматели, предоставляющие услуги такси. Ступинское ПАТП обслуживает муниципальные (внутрирайонные и городские маршруты) — 30 маршрутов, межмуниципальные (межрайонные) — 6 маршрутов, междугородные — 4 маршрута. На въезде в город построена многоуровневая развязка по программе развития Подмосковья до 2016 года.

#### Авиационный
Существуют планы коренной реконструкции военного аэродрома Ступино (Крутышки) и создания там крупного грузового аэропорта. Аэродром передан военным.

### Гостиницы, рестораны и торговые центры
В городе функционирует несколько гостиниц: «Центральная», «Шерр-Отель», «Мельница», «Атриум», «Ибис» международной сети Accor. Открыто большое количество ресторанов, кафе и пунктов быстрого питания. Например, бар-рестораны «Loft bar», «Соул бар», «О, да», рестораны «Юность», «Атриум: Food Gallery», «У Дачи» и «Шервуд», рестораны быстрого питания «Макдональдс», «Франческо» и «Country Chicken», пиццерия «Дольче Вита», «PiuDelcibo» — всего более 30 различных мест.
Открыты несколько торговых центров: «Ока», «Райпо», «КБО», «Курс». Работают магазины торговых сетей «Магнит», «Перекресток», «Пятерочка», «Дикси», «Ашан».

### Развлечения
ТРЦ «Курс», ночные клубы «Dozari», «Крыша», кинотеатр «Юность», Боулинг «Бангкок», детский городок с аттракционами и зверинец.

### День города
Первый день города был проведён в июле 1988 года. Теперь он отмечается ежегодно в субботу, ближайшую к 1 сентября, так как по установившейся традиции считается, что это день рождения города.
Поправка: основные празднования дня города (народные гуляния, культурные мероприятия, а в завершении праздничный концерт и салют) проходят в последние выходные августа. В 2015 году день города состоялся 29 августа.

## Социальная сфера

### Образование: высшее и среднее
- Ступинский филиал Московского авиационного института (МАИ). Ранее в 1956—2015 гг. — Ступинский филиал МАТИ
- Ступинский филиал Московского финансово-юридического университета (МФЮА)
- Ступинский филиал НОУ ВПО «РосНОУ» (Негосударственное образовательное учреждение высшего профессионального образования «Российский новый университет»)
- Ступинский техникум им. А. Т. Туманова (СтАМТ)
- Московский областной медицинский колледж №2 (Ступинский филиал)

### Здравоохранение
- Медицинский центр Гемотест
- Ступинская ЦРКБ

### Детские оздоровительные лагеря
В 1940-е — 1950-е годы по постановлению Правительства РСФСР в живописнейшем месте ступинского района — в сосновом бору, расположенном западнее деревни Лужники, вдоль границы поймы р. Оки, — была создана сеть пионерских лагерей некоторых московских институтов и предприятий. К ним относились: «Бауманец» (МВТУ им. Баумана), «Дружба» (ВИАМ), «Нефтяник», Лагерь карандашной фабрики им. Красина и ряд других. Пионерские лагеря просуществовали более сорока лет, в них выросли несколько поколений советских детей, однако в 90-е годы большинство из них прекратило своё существование, а их территория была продана. Ныне успешно функционирует «Бауманец», значительно прирастивший свою территорию.

### Культура
Наиболее известными и значимыми культурными центрами в городе считаются: Ступинский историко-краеведческий музей, Дворец культуры, Дом культуры «Металлург», ЦПКиО им. Островского, Центр гражданского и патриотического воспитания «Армеец», Ледовый дворец спорта им. В. Боброва, спортивные комплексы «Металлург», «Сокол», «Прогресс».
С 1956 года действует Ступинский муниципальный драматический театр при Ступинской филармонии.
В городе есть две главные площади — Центральная площадь им. В. И. Ленина и площадь Металлургов, также есть Площадь бракосочетаний (перед зданием старого ЗАГСа), сквер Полякова с Вечным огнём (в основном используется на День Победы), площадь перед ДК «Металлург» (памятник А. С. Пушкину) и т. д.
С 1996 года существует «Молодёжный культурно-досуговый центр». Является колыбелью ступинского музыкального движения. В этом молодёжном центре репетируют местные рок-группы и диджеи. Также в городе находится музыкальная школа, где ученики получают знания по нескольким классам инструментов (например, баян, аккордеон, балалайка, скрипка и т. д.), и музыкально-хоровая школа «Огонёк».
С начала 1960-х годов во Дворце культуры под руководством Крымова Льва Петровича — главного архитектора города — действовала замечательная изостудия. Здесь сформировались многие талантливые самодеятельные художники и профессионалы — художники, скульпторы, архитекторы, преподаватели и другие деятели культуры. Ученики Л. П. Крымова служат на поприще культурного развития города и в настоящее время. Живописное наследие Л. П. Крымова является гордостью города Ступино, достойной международного признания. Будучи Главным архитектором, Л. П. Крымов внёс значительный вклад в оптимизацию развития города, его инфраструктур и сопредельных территорий. Им уделялось большое внимание проблемам сохранения архитектурно-исторического наследия и экологического баланса.
В 2005 году Л. П. Крымов был занесён в Книгу почёта города Ступино.
С 1970-х годов при Доме культуры «Металлург» действует Литературное объединение «Родники». В составе Лито — свыше 150 поэтов в возрасте от 6 до 90 лет. Из них 33 человека являются членами Союза писателей России. На сегодняшний день «Родники» являются ведущим литературным объединением московской области. Руководит Лито член Союза писателей России, заслуженный работник культуры московской области Леонов Владимир Артёмович.

#### Газеты
В городе выпускаются следующие газеты: «Ступинская панорама», «Всё для Вас», «Ступинские акварели», «ГИД».

#### Радиостанции
Радиостанции, транслирующиеся в Ступине: Европа Плюс, Радио России, Радио 7 на семи холмах, Love Radio, Авторадио. Также принимаются радиотрансляции из Москвы, Коломны, Каширы, Ожерелья, Серпухова и Зарайска.

#### Телевидение
У города есть свой телеканал «Комсет»
| Телеканал                                                                                         | Частотный канал | Мощность (кВт) | Примечание |
| ------------------------------------------------------------------------------------------------- | --------------- | -------------- | --- |
| Первый канал                                                                                      | 1               | 60             | Стерео NICAM, телетекст. С 1 июня 2011 года в связи с переходом вещания канала в цифровых сетях в формат 16:9 FHA (Full Height Anamorphic), в аналоговой сети вещания производится преобразование формата 16:9 FHA в формат 4:3 методом 14:9 letterbox |
| ТВ Центр                                                                                          | 3               | 50             | Стерео NICAM, телетекст, радиопрограмма для незрячих посредством частотного уплотнения поднесущей 78,125 МГц в спектре звукового сопровождения |
| Матч ТВ                                                                                           | 6               | 25             | |
| НТВ                                                                                               | 8               | 40             | Телетекст (субтитры) |
| Россия-1                                                                                          | 11              | 60             | Телетекст (субтитры) |
| Че                                                                                                | 23              | 25             | |
| 360°                                                                                              | 25              | 100            | |
| СТС                                                                                               | 27              | 25             | |
| Первый мультиплекс цифрового телевидения России                                                   | 30              | 20             | DVB-T2, MPEG-4. НЕ Вещает с 09.02.2010. Кодирование отсутствует. Вещание с мощностью 15 кВт НЕ начато 26.08.2010 в 08:50. В планах должно быть открыто вещание до конца 2015 года, но по разным причинам начало вещания DVB-T2 от ступинского ретранслятора перенесено на конец 2016 года. Можно принять сигнал из Зарайска на наружную антенну с усилителем |
| Домашний                                                                                          | 31              | 30             | |
| Первый канал, Россия-1, Матч ТВ, Россия-24, Россия-К, НТВ, Пятый канал, Карусель, Охота и рыбалка | 32              | 20             | DVB-T, MPEG-4. Закодирован |
| Россия-К                                                                                          | 33              | 25             | Телетекст (субтитры) |
| Первый мультиплекс цифрового телевидения России                                                   | 34              | 20             | DVB-T, MPEG-4. Вещает с 24.03.2012. Кодирование отсутствует |
| ТНТ                                                                                               | 35              | 25             | |
| Россия-1                                                                                          | 37              | 20             | Телетекст (субтитры) |
| Пятница!                                                                                          | 38              | 25             | Стерео NICAM |
| 360°+ТВ Комсет                                                                                    | 39              | 1              | |
| Первый канал                                                                                      | 40              | 20             | Стерео NICAM, телетекст. С 1 июня 2011 года в связи с переходом вещания канала в цифровых сетях в формат 16:9 FHA (Full Height Anamorphic), в аналоговой сети вещания производится преобразование формата 16:9 FHA в формат 4:3 методом 14:9 letterbox |
| Первый канал                                                                                      | 41              | 0,001          | Стерео NICAM. С 1 июня 2011 года в связи с переходом вещания канала в цифровых сетях в формат 16:9 FHA (Full Height Anamorphic), в аналоговой сети вещания производится преобразование формата 16:9 FHA в формат 4:3 методом 14:9 letterbox |
| Пятый канал                                                                                       | 44              | 50             | |
| ТВ-3                                                                                              | 46              | 25             | |
| РЕН ТВ                                                                                            | 49              | 20             | |
| Звезда                                                                                            | 57              | 60             | |
| Первый мультиплекс цифрового телевидения России                                                   | 59              | н/д            | DVB-T2, MPEG-4. Кодирование отсутствует |
| 2x2                                                                                               | 60              | 24             | |

## Спорт
В городе существует шашечный клуб (полное название — Ступинский молодёжный шашечный клуб). Руководитель клуба Разумовский Дмитрий Александрович — является одним из вице-президентов Федерации шашек Московской области. Президентом этой Федерации является заместитель главы администрации Ступинского района Рацимор Александр Ефимович. В настоящий момент Ступино является одним из центров шашечного движения в Московской области и России. В городе проживает первый и на сегодняшний день единственный в Московской области гроссмейстер России по шашкам Макаров Николай Викторович.
С момента основания завода СМК в 1932 году в городе существует футбольный клуб «Ока», одно время игравший в первенстве РСФСР.
В 1997 году был основан баскетбольный клуб. С этого времени и по настоящее время мужские, женская и детско-юношеские команды выступают в Первенстве Московской области.
В 2013 году был основан любительский регби-клуб «Сокол».
Работают фитнес-клубы «Аэроданс», «Best Fitness» и «Ураган».
Есть конно-спортивный клуб «Всадник» и контактный зоопарк. Находятся за базой отдыха «поляна Невест». Проводятся секции по верховой езде, иппотерапия, джигитовка и экскурсионные программы.

## Достопримечательности
На окраине города, в посёлке Белопесоцкий, располагается Троицкий Белопесоцкий монастырь, основанный в XV веке, с пятиглавым Троицким собором (самое древнее здание монастыря, конец XVII века), Сергиевской и Ивановскими церквями (обе — XIX века) и другими постройками. По легенде, Сергий Радонежский, путешествуя по Центральной России, в понравившихся ему местах ставил крест и говорил: «Быть здесь монастырю». Местная обитель была основана иноком Новгородского Варлаамо-Хутынского монастыря игуменом Владимиром, который поспешил выполнить указание преподобного Сергия. Святые ворота с надвратной Никольской церковью датируются 1578 годом.
Неподалёку от монастыря есть котлован с теплой водой и песчаными пляжами.
На территории рядом с городом проходят ежегодные исторические реконструкции боёв времён Великой Отечественной войны.
30 марта 1978 года недалеко от города упал и разбился транспортный самолёт с 5 лётчиками — членами экипажа. В память этого события на кладбище у церкви села Среднего и железнодорожной платформы Белопесоцкой главным архитектором города Л. П. Крымовым поставлена наклонная бетонная стела с прорезанным в ней силуэтом самолёта, падающего на хвост и крыло. Открытие памятника состоялось 21 мая. Тогда же к нему пристроили стальные доски с именами погибших воинов 445 истребительного авиационного полка. Полк защищал Каширу и Ступино в 1941 году и базировался около деревни Крутышки.

## Известные люди города[37]
- Поляков, Владимир Фомич — Герой Советского Союза, 1943 год, посмертно.
- Мирошниченко, Дмитрий Григорьевич — Герой Советского Союза (1944), военный лётчик.
- Ливанов, Владимир Александрович — учёный-металлург, в 1940-е — 1970-е годы главный металлург завода № 150, позднее СМЗ, лауреат Сталинской премии 2-й степени (1943).
- Колачев, Борис Александрович — учёный-металлург, один из основателей отечественного металловедения титана и его сплавов. Организатор Ступинского филиала МАТИ[38].
- Беляев, Юрий Викторович — заслуженный артист РФ (1995), лауреат Государственной премии СССР (1991)[39].
- Ян Яненков (настоящее имя Александр Сергеевич Яненков) — советский и российский гитарист. Известен как участник группы Стаса Намина и группы Gorky Park.

## Города-побратимы
- Тельгте (Германия)
- Витебск (Беларусь)
- Нджамена (Чад)
- Нагария (Израиль)
- Новомосковск (Россия)
- Велинград (Болгария)
- Панчево (Сербия)
- Циндао (Китай)[40]